# Lalage nigra
Lagarteiro-malhado ou lagarteirinho-malhado (Lalage nigra) é uma espécie de ave da família Corvidae.
Pode ser encontrada nos seguintes países: Brunei, Índia, Indonésia, Malásia, as Filipinas, Singapura e Tailândia.